# Village culturel de l'Eswatini
 (Avril 2019).
- Si vous ne connaissez pas le sujet, laissez ce bandeau (vous pouvez alors contacter les auteurs).
- Si vous supprimez le contenu mis en cause (vous pouvez préalablement contacter les auteurs),

argumentez précisément cette suppression dans la page de discussion
(un manque de référence n'est pas un argument ; une recherche réelle de référence doit avoir été effectuée, être formellement documentée).
 (Avril 2019).
Le village culturel de l'Eswatini (en anglais : Mantenga Swazi Cultural Village) est un musée vivant des traditions anciennes de l'Eswatini et représente le style de vie classique du peuple Eswatinien durant les années 1851 avant l'arrivée des colons britanniques. Lors de son inauguration en septembre 1998 par le roi Mswati III, il avait été baptisé Ligugu Lemaswati, ce qui signifie « La Fierté du peuple Eswatinien ». Il est situé dans la vallée d'Ezulwini (en).

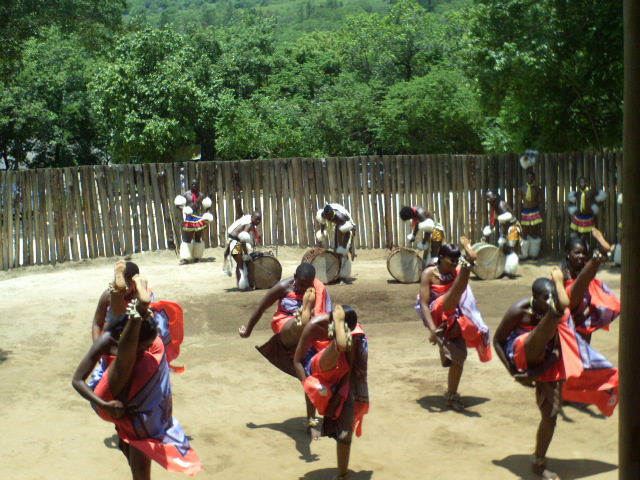
Jambe en l'air, pas de danse traditionnel en Eswatini que seules les jeunes filles célibataires sont autorisées à exécuter.

## Danses traditionnelles
Comme la plupart des peuples d'Afrique, les passe-temps favoris des Swazi étaient les chants et les danses. Les danses traditionnelles sont énergétiques avec des acrobates. Les chants traditionnels et religieux sont pour la plupart des conseils, des cris de guerre ou encore des louanges au tout-puissant représenté par des ancêtres. L'attraction principale est la danse à la jambe levée pratiquée par des jeunes filles mais interdite aux femmes mariées.

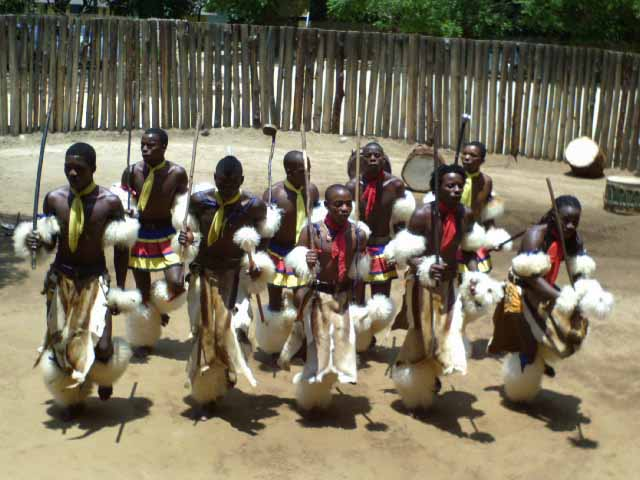
Groupe de danseurs traditionnels

## La culture originelle swazie
Le portail de la concession familiale : tout visiteur devait se tenir à l'entrée de la concession et crier « ekhaya » qui signifie « maison familiale » et le chef de famille répondait « yebo » qui signifie « oui », une autre façon de toquer au portail était de crier « Nkosi » qui signifie « Seigneur » car le respect est capital dans la culture swazie. « Nkosi » est un titre de notabilité pour tous ceux qui sont de la famille royale, les Dlamini.
À l'entrée du portail se trouvait toujours une jeune et belle fille. Ainsi, si le visiteur s’avérait être un ennemi, il serait intéressé à faire la cour à la jeune fille. Pendant ce temps les jeunes garçons alerteraient le chef de famille. Une fois dans la concession, juste à gauche, se trouvait le pâturage de bœufs car la richesse d'une famille se mesurait au nombre de bœufs que possédait la famille.
Les bœufs servent encore de nos jours à payer la lobola, la dot : quinze bœufs pour une fille vierge. Si elle n'est pas vierge, le prix de la dot résulte d'un arrangement entre les deux familles.

## Le test de l'âge
Les enfants restaient dans la maison des parents jusqu'à l'âge de six ans après quoi le jeune garçon rejoignait la case des garçons alors que la jeune fille rejoignait le domaine des filles. Pour savoir si un enfant avait l'âge de six ans, il devait passer la main droite par-dessus la tête et toucher l'oreille gauche. S'il parvenait à l'atteindre, l'enfant devait quitter la maison des parents.
Dans la concession, les filles avaient leur cour et les garçons la leur. La jeune fille n'était pas autorisée à entrer dans la cour des garçons bien que celle-ci venait quotidiennement servir à manger aux garçons. Elle se tenait à l'entrée et les garçons récupéraient la nourriture. De même les garçons n'étaient pas autorisés à aller dans la cour des filles.

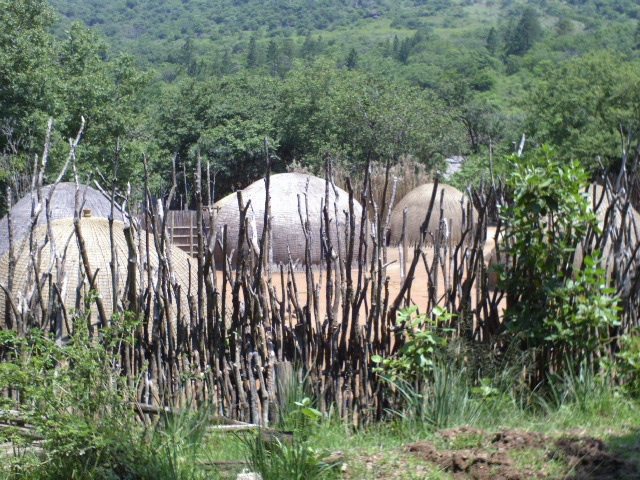
Vue de la concession familiale : les huttes étaient faites de matériaux naturels et avaient une durée de vie de dix à quinze ans

## La hutte de la femme
L'épouse n'était pas autorisée à visiter le mari dans sa hutte de peur qu'elle ne retrouve ce dernier avec sa petite amie. En effet, seul le mari avait le droit d'avoir plusieurs femmes et des petites amies. Cependant, elle pouvait entrer dans la hutte du mari sur invitation expresse de ce dernier qui voudrait à l'occasion présenter officiellement sa petite amie pour qu'elle devienne l'une des épouses. La hutte de la femme avait à l'intérieur deux côtés. La femme dormait à gauche avec les enfants et le mari à droite seul. Ainsi, à minuit, le mari se servait d'un bâton pour taper un poteau séparant les deux parties et était rejoint par la femme. Après satisfaction mutuelle, la femme rejoignait tranquillement les enfants.

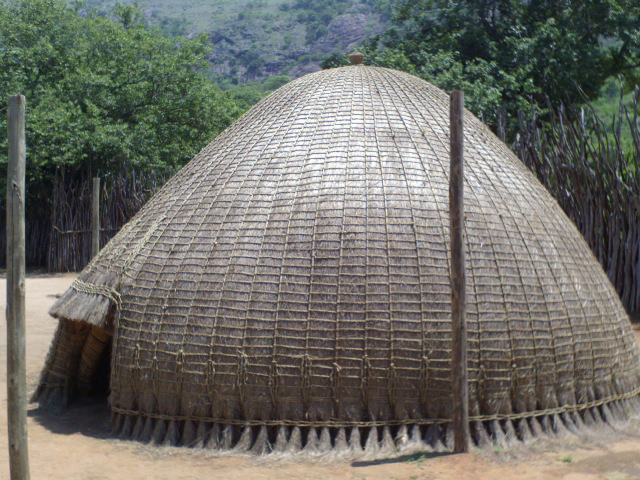
Hutte du chef de famille

## La hutte de la grand-mère
Située tout au centre de la concession familiale, la hutte de la grand-mère était pratiquement le seul endroit où tous pouvaient se rencontrer, une sorte de parlement où chacun venait se plaindre de tout mauvais traitement. Un enfant châtié était sain et sauf une fois réfugié dans le domaine de la grand-mère qui en fait était la gardienne des secrets de la famille. Par exemple au cas où un homme ne procréait pas, sa femme devait aller avec le frère de ce dernier afin qu'elle puisse concevoir, et seule la grand-mère était au courant de la transaction à l'insu du mari.

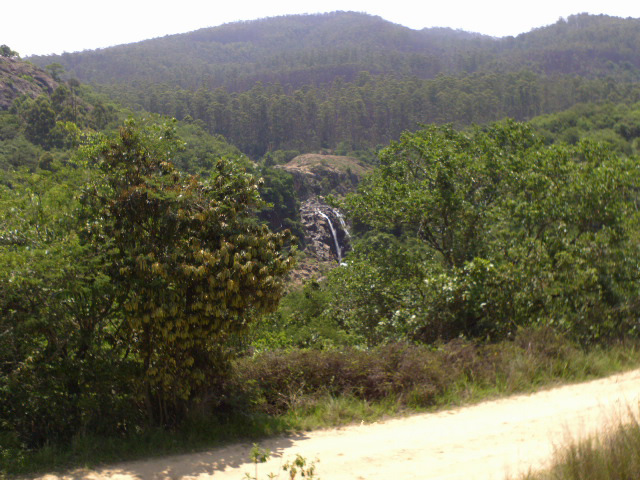
Les chutes de Mantenga

## Le Rocher d’exécution
Le village culturel comporte également le Rocher d'exécution qui était le tribunal traditionnel de l'époque d'avant la colonisation. Toute personne reconnue coupable et condamnée à la peine capitale était obligée de se jeter du haut de la colline. Personne ne se jetait volontairement, de braves hommes armés de long bâtons poussaient le condamné jusqu'à ce qu'il tombât de la falaise.

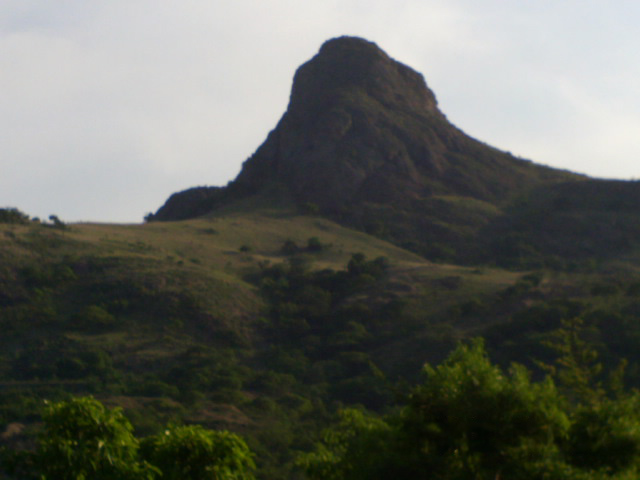
Vue du Rocher d'exécution : le coupable condamné à la peine capitale était forcé à se jeter du sommet